# 宇部・山陽小野田消防局

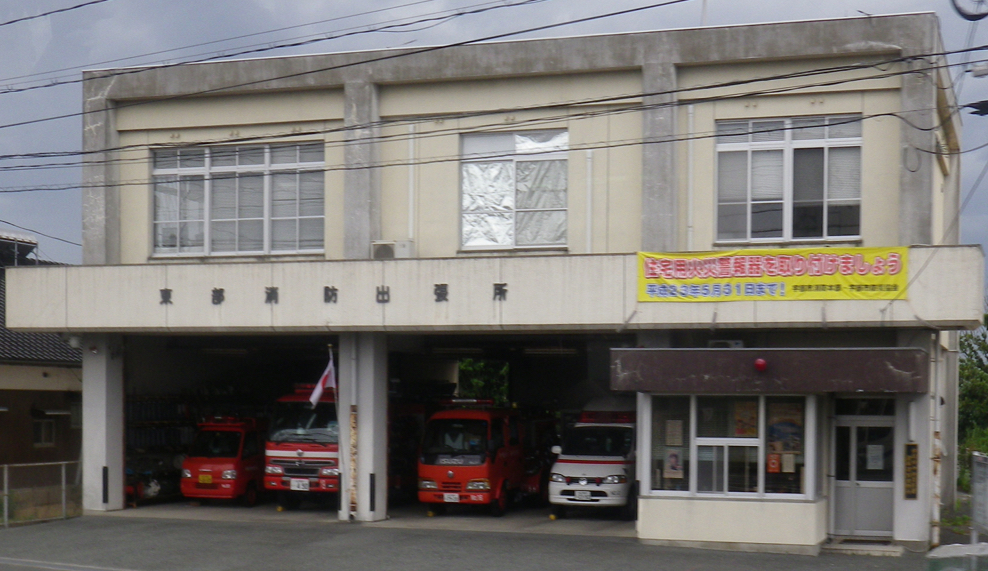
宇部中央消防署東部消防出張所

宇部・山陽小野田消防局（うべ・さんようおのだしょうぼうきょく）は、山口県宇部市および山陽小野田市を管轄する消防本部である。両市が、一部事務組合である宇部・山陽小野田消防組合を組織し、当消防局に関する業務を共同で処理している。
宇部都市圏を形成する宇部市と山陽小野田市は、市街地や石油コンビナートが一体化しており、消防体制が統合しやすい環境にあったため、2009年（平成21年）以降、消防の広域化について検討してきた。2006年（平成18年）の消防組織法が改正されてから消防が広域化されるのは、全国で7番目、山口県内では初の取り組みである。

## 主力機械
- 消防ポンプ車：8
- 水槽付き消防ポンプ車：9
- 化学車：2
- 大型化学車：2
- 大型化学高所放水車：1
- はしご車：2
- 高規格救急車：11
- 救助工作車：4
- 指揮車：4
- 資機材搬送車：5
- 人員輸送車：2
- 支援車：4
- その他：19

【主力機械に関する参考文献：消防防災年報（平成26年度版）】

## 沿革
- 2011年（平成23年）9月 - 宇部市および山陽小野田市、それぞれの市議会で「消防組合の設立について」の議案が提出され、可決される
- 2011年（平成23年）10月31日 - 山口県知事へ消防組合設立の許可申請を行う
- 2011年（平成23年）11月30日 - 山口県知事より両市長に対し消防組合設置許可書が交付される[3]
- 2012年（平成24年）4月1日 - 宇部市消防本部および山陽小野田市消防本部の業務を引き継ぎ、宇部・山陽小野田消防局が発足。1本部4署4出張所、定員298名で消防業務を開始する
- 2013年（平成25年）3月28日 - 山陽消防署を山陽小野田市大字厚狭487番地9に新築移転し、供用を開始する[4]
- 2014年（平成26年）3月2日 - 高機能消防指令センターおよび消防救急デジタル無線の運用を開始する[5]

## 組織
- 本部 - 総務課、企画調整室、警防課、通信指令課、予防課、消防訓練研修センター
- 消防署 - 以下に詳述

## 消防署
| 消防署         | 住所                         | 消防出張所                                               |
| -------------- | ---------------------------- | -------------------------------------------------------- |
| 宇部中央消防署 | 宇部市港町二丁目3番30号      | 東部：宇部市大字西岐波761番地1                           |
| 宇部西消防署   | 宇部市厚南中央五丁目6番22号  | 北部：宇部市大字荒瀬11051番地 楠：宇部市大字船木461番地1 |
| 小野田消防署   | 山陽小野田市高栄一丁目6番1号 | -                                                        |
| 山陽消防署     | 山陽小野田市大字厚狭487番地9 | 埴生：山陽小野田市大字埴生3229番地12                     |

## 不祥事
- 山陽小野田消防局におけるパワハラ等への抗議自殺（2019年） - 宇部中央消防署の男性消防士（27歳）が、2019年（平成31年）1月23日に自宅で自殺。遺書には職場内のパワハラや先輩職員の金銭問題を告発し、組織の隠蔽体質を指摘する内容が記述されていた。消防局は2月下旬、弁護士3人による外部調査委員会を設置し、自殺との因果関係を調査。8月の調査結果によると、男性消防士ら8人から計141万円を借金した先輩職員や、同僚に人格を否定するような発言をした別の先輩職員に対し、懲戒処分ではなく文書訓告にとどまったことを男性消防士が憂慮していたと指摘。組織に不信感が積み重なる中、消防車の部品損傷を巡って上司に叱られたことなどを機に、組織の隠蔽体質に抗議するための自殺だったと結論付けた。一方、報告書では、上司の叱責は自殺の一因としつつも「パワハラに該当するとは言い難い」とした。宇部・山陽小野田消防局は、報告書を受けてさらに内部調査していると説明した[6]。
- 2019年（平成31年）1月31日 - 宇部西消防署の男性消防士長（40代）が、2019年1月31日午前11時50分ごろ、署の屋外で、業務引き継ぎへの不満などを理由に、上司に「殺すぞ」「殴るぞ」と暴言を吐き、胸を拳で殴りけがをさせた。宇部・山陽小野田消防組合は、男性消防士長を減給10分の1（1ヵ月）の懲戒処分とした。消防士長と上司は、日頃から業務に対する考え方の違いがあったという。上司も「ばかやのう」と消防士長に発言しており、組合は不適切として訓告処分とした[7]。